# The End (canción de The Doors)
«The End» es una canción escrito por Jim Morrison, grabada y publicada por la banda de rock The Doors, lanzado el 4 de enero de 1967, como parte de su última canción para su álbum de estudio homónimo The Doors.
Es una de las primeras canciones épicas de la banda, en la que Morrison cuenta «una triste despedida». Acostumbraban a tocarla en sus presentaciones en bares y clubes nocturnos, donde siempre cambiaba la última estrofa de la canción. En una de sus presentaciones en el bar Whisky a Go Go, cambió la letra e hizo una especie de estrofa edípica que decía:

Father
Yes, son
I want to kill you
Mother
I want to fuck you
Padre
Sí, hijo
Quiero matarte
Madre
Quiero follarte

Esto fue demasiado para el dueño del bar, que despidió a la banda de su puesto como residentes locales, pero en ese mismo instante el dueño de Elektra Records, que se encontraba en el local, les ofreció un contrato.
Esta canción también es conocida por aparecer al inicio del clásico del cine Apocalypse Now. 
The Doors en el estudio de Elektra Records, grabaron la canción pero Jim Morrison estaba desconcentrado. Días después se volvieron a juntar y volvieron a cantar la canción pero esta vez con todas las luces del estudio apagadas y con una sola vela encendida. Al final esa fue la que quedó en el álbum.
Evidentemente con sus 11:43 minutos es una de las canciones más psicodélicas de la banda, siendo parecer un jam progresivo que se envuelve en una atmósfera trágica y épica a la vez. También es de las composiciones más conocidas de "The Doors" y de las cuales tocaron hasta la muerte de Jim Morrison.
- Datos: Q154187